# Nijinsky II
Pour les articles homonymes, voir Nijinski (homonymie).
Nijinsky (1967-1992), de son nom exact Nijinsky II, est un cheval de course pur-sang anglais issu du croisement de Northern Dancer et Flaming Page, par Bull Page. Il est considéré comme l'un des meilleurs chevaux de courses du XXe siècle et il est membre du Hall of Fame des courses britanniques

## Carrière de courses

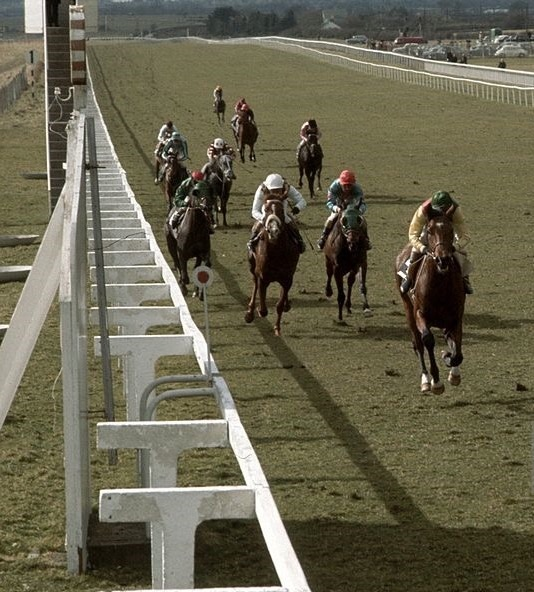
Nijinsky remportant les Gladness Stakes sur l'hippodrome du Curragh, en 1970.

Né au Canada à Windfields Farm, le célèbre haras de E.P. Taylor où naquit également son père Northern Dancer, considéré comme l'étalon du siècle, Nijinsky fut acheté 84 000 $ lors de la vente annuelle du haras par l'industriel Charles W. Engelhard Jr, l'homme qui inspira le personnage de Goldfinger, éponyme du film Goldfinger. Le poulain fut envoyé en Irlande, à Ballydoyle, chez le grand entraîneur Vincent O'Brien, où il révéla rapidement un potentiel hors du commun. À deux ans, il fut sacré meilleur poulain en Angleterre et en Irlande, gagnant notamment les Dewhurst Stakes.
À trois ans, en 1970, il devint le 15e cheval de l’histoire à s’adjuger la triple couronne britannique : 2000 Guinées (1 600 m), Derby d’Epsom (2 400 m) et St. Leger (2 920 m), où il vainquit malgré des soucis physiques. Personne n’avait plus réalisé cet exploit depuis Bahram en 1935, personne ne l’a réédité depuis.
Il ne se contenta pas de cette performance et devint double "derby winner" en gagnant le Derby d’Irlande. Durant l’été, cet été où, d'après Lester Piggott (son jockey attitré depuis les Dewhurst Stakes), il était "imbattable", Nijinsky se rendit maître de ses aînés dans les King George VI and Queen Elizabeth Diamond Stakes, prouvant qu’il n’avait aucun rival à sa mesure.
Toujours invaincu après son succès dans le St. Leger, il se présenta dans le Prix de l’Arc de Triomphe pour couronner une carrière absolument exceptionnelle. Il en était naturellement le grandissime favori.
Pourtant, au bout de la ligne droite de l’Hippodrome de Longchamp, "la surprise du siècle" attendait le pressenti "cheval du siècle". Nijinsky fut devancé d’une courte tête par Sassafras, le meilleur 3 ans français, monté par Yves Saint-Martin. On se perdit en conjectures pour expliquer pareille sensation : Lester Piggott avait-il été trop sûr de lui ? Le cheval avait-il suffisamment récupéré de sa victoire dans l’éprouvant St. Leger ? 
Nijinsky reparut une dernière fois en compétition, dans les Champion Stakes, et il fut pareillement battu, cette fois par Lorenzaccio. Cette nouvelle déconvenue s’expliquait mieux : le cheval avait fait preuve de nervosité avant la course, et avait laissé de l’influx lors de son échauffement. Mais surtout, Piggott et O'Brien déclarèrent que le cheval avait tout simplement "perdu la flamme". La carrière de courses de celui qui était appelé à disputer à Sea Bird le titre officieux de "cheval du siècle", et qui l’aurait fait sans sa défaite parisienne, était terminée. Il fut syndiqué pour un prix record (5,5 millions de dollars) et envoyé aux États-Unis pour y devenir un grand étalon.
Si Timeform lui attribua un rating de 138, à la fois exceptionnel (à l'époque le deuxième plus haut rating pour un Derby-winner) et étrangement bas pour un "cheval du siècle", Nijinsky fut naturellement sacré cheval de l'année en Angleterre, tandis que son entourage fut élu en 1970 "personnalité sportive de l'année" par la BBC, dans la catégorie groupe. Il a par la suite collectionné les distinctions. En 2000, les lecteurs du tabloïd britannique The Sun l'ont élu "Horse of the Millennium". En 2018, c'est un panel d'experts rassemblés par The Daily Telegraph qui l'a élu plus grand vainqueur de l'histoire du Derby d'Epsom. Dans leur livre A Century of Champions, John Randall et Tony Morris le classent meilleur cheval irlandais du XXe siècle. En 1970, Jo Durden-Smith réalise un documentaire sur le champion, A Horse Called Nijinsky, qui bénéficia d'une sortie sur les écrans anglais. La narration du film était assurée par la voix d'Orson Welles en personne. Deux statues en bronze de Nijinsky accueillent les visiteurs au centre d'entraînement de Ballydoyle et sur l'hippodrome du Curragh. En 2021, il est l'un des premiers élus du Hall of Fame des courses britanniques.

### Résumé de carrière
| Date         | Hippodrome  | Pays        | Course                               | Distance    | Jockey      | Place       | Écart       | Vainqueur ou deuxième |
| 1969, 2 ans  | 1969, 2 ans | 1969, 2 ans | 1969, 2 ans                          | 1969, 2 ans | 1969, 2 ans | 1969, 2 ans | 1969, 2 ans | 1969, 2 ans           |
| ------------ | ----------- | ----------- | ------------------------------------ | ----------- | ----------- | ----------- | ----------- | --------------------- |
| 12 juillet   | Curragh     | Irlande     | Earn Stakes                          | 1 200 m     | L. Ward     | 1er / 5     |             | Everyday              |
| 16 août      | Curragh     | Irlande     | Railway Stakes                       | 1 200 m     | L. Ward     | 1er / 7     | 5           | Decies                |
| 30 août      | Curragh     | Irlande     | Anglesey Stakes                      | 1 200 m     | L. Ward     | 1er / 6     |             | Everyday              |
| 27 septembre | Curragh     | Irlande     | Beresford Stakes                     | 1 600 m     | L. Ward     | 1er / 7     | 3/4         | Decies                |
| 10 octobre   | Newmarket   | Royaume-Uni | Dewhurst Stakes                      | 1 400 m     | L. Piggott  | 1er / 6     | 3           | Recalled              |
| 1970, 3 ans  |             |             |                                      |             |             |             |             |                       |
| 4 avril      | Epsom       | Royaume-Uni | Gladness Stakes                      | 1 400 m     | L. Piggott  | 1er / 12    | 5           | Deep Run              |
| 29 avril     | Newmarket   | Royaume-Uni | 2000 Guineas                         | 1 600 m     | L. Piggott  | 1er / 14    | 2 ½         | Yellow God            |
| 3 juin       | Epsom       | Royaume-Uni | Derby                                | 2 400 m     | L. Piggott  | 1er / 11    | 2 ½         | Gyr                   |
| 27 juin      | Curragh     | Irlande     | Irish Derby                          | 2 400 m     | L. Ward     | 1er / 13    | 3           | Meadowville           |
| 25 juillet   | Ascot       | Royaume-Uni | King George VI & Queen Elizabeth St. | 2 400 m     | L. Piggott  | 1er / 6     | 2           | Blakeney              |
| 12 septembre | Doncaster   | Royaume-Uni | St. Leger                            | 2 920 m     | L. Piggott  | 1er / 9     | 1           | Meadowville           |
| 4 octobre    | Longchamp   | France      | Prix de l'Arc de Triomphe            | 2 400 m     | L. Piggott  | 2e / 15     | cte tête    | Sassafrás             |
| 17 octobre   | Newmarket   | Royaume-Uni | Champion Stakes                      | 2 000 m     | L. Piggott  | 2e / 8      | 1 ½         | Lorenzaccio           |

## Au haras
Nijinsky prit ses quartiers d'étalon au grand haras de Claiborne Farm, à Paris, dans le Kentucky, où il demeura jusqu'à sa mort en 1992. Il y repose désormais. En bon fils de Northern Dancer, il allait vite s'affirmer comme un reproducteur de premier plan, et un excellent père de mères. Champion Sire en Angleterre et en Irlande en 1986, tête de liste des pères de mères aux États-Unis en 1993 et 1994, il est le père de 155 "stakes winners" (vainqueurs de courses importantes), parmi lesquels trois lauréats du Derby d'Epsom. Sa progéniture étaient particulièrement convoitée lors des ventes aux enchères, et c'est l'un de ses fils, Seattle Dancer, qui devint en 1985 le yearling le plus cher du monde, faisant tomber le marteau à 13,1 millions de dollars.
Parmi ses meilleurs produits, on peut citer (avec le père de mère entre parenthèses) : 
- Lammtarra (Blushing Groom) – Derby d'Epsom, Prix de l'Arc de Triomphe, King George VI and Queen Elizabeth Stakes.
- Caerleon (Round Table) – Prix du Jockey Club, International Stakes. L'un de ses meilleurs continuateurs au haras, deux fois tête de liste des étalons en Angleterre et en Irlande (1988, 1991)
- Ferdinand (Double Jay) – Kentucky Derby, Breeders' Cup Classic, Hollywood Gold Cup. Cheval de l'année aux États-Unis (1987)
- Green Dancer (Val de Loir) – Futurity Stakes, Prix Lupin, Poule d'Essai des Poulains, tête de liste des étalons en France (1991)
- Shahrastani (Thatch) – Derby d'Epsom, Irish Derby
- Golden Fleece (Vaguely Noble) – Derby d'Epsom
- Shadeed (Damascus) – 2000 Guinées, Queen Elizabeth II Stakes
- Royal Academy (Crimson Satan) – July Cup, Breeders' Cup Mile
- Kings Lake (Baldric) – 2000 Guinées irlandaises, Sussex Stakes, Irish Champion Stakes
- Dancing Spree (Riva Ridge)– Breeders' Cup Sprint, Suburban Handicap, Carter Handicap, Gulfstream Park Sprint Championship
- Ile de Bourbon (Misti) – King George VI and Queen Elizabeth Stakes
- De La Rose (Round Table) – E.P. Taylor Stakes, Diana Handicap, Hollywood Derby, 3 ans de l'année aux États-Unis (1981)
- Sky Classic (Nodouble) – Canadian International Stakes, Turf Classic Invitational, Caesars International, Manhattan Handicap, cheval d'âge de l'année aux États-Unis (1982)
- Maruzensky (Buckpasser) – Membre du Hall of Fame des courses japonaises

Comme père de mères, on lui doit le champion Fantastic Light (par Rahy), le classique Colonial Affair (par Pleasant Colony) et trois membres du Hall of Fame américain, Flawlessly (par Affirmed), Heavenly Prize (par Seeking The Gold) et Sky Beauty (par Blushing Groom). 
Nijinsky est euthanasié en avril 1992, à 25 ans, en raison des infirmités dues à son âge, lui qui souffrait de fourbure depuis 1985. Il est enterré à Claiborne Farm.

## Origines
Nijinsky est issu d'un magnifique croisement, entre Northern Dancer et la championne Flaming Page, lauréate du Queen's Plate et des Canadian Oaks, membre du Canadian Horse Racing Hall of Fame. Outre Nijinsky, Flaming Page est la mère de Fleur (Victoria Park) qui, présentée à Northern Dancer a donné un autre grand vainqueur de Derby, The Minstrel. 

### Pedigree
| Origines de Nijinsky (USA), mâle bai né en 1967 | Origines de Nijinsky (USA), mâle bai né en 1967 | Origines de Nijinsky (USA), mâle bai né en 1967 | Origines de Nijinsky (USA), mâle bai né en 1967 |
| ----------------------------------------------- | ----------------------------------------------- | ----------------------------------------------- | ----------------------------------------------- |
| Père Northern Dancer                            | Nearctic                                        | Nearco                                          | Pharos                                          |
| Père Northern Dancer                            | Nearctic                                        | Nearco                                          | Nogara                                          |
| Père Northern Dancer                            | Nearctic                                        | Lady Angela                                     | Hyperion                                        |
| Père Northern Dancer                            | Nearctic                                        | Lady Angela                                     | Sister Sarah                                    |
| Père Northern Dancer                            | Natalma                                         | Native Dancer                                   | Polynesian                                      |
| Père Northern Dancer                            | Natalma                                         | Native Dancer                                   | Geisha                                          |
| Père Northern Dancer                            | Natalma                                         | Almahmoud                                       | Mahmoud                                         |
| Père Northern Dancer                            | Natalma                                         | Almahmoud                                       | Arbitrator                                      |
| Mère Flaming Page                               | Bull Page                                       | Bull Lea                                        | Bull Dog                                        |
| Mère Flaming Page                               | Bull Page                                       | Bull Lea                                        | Rose Leaves                                     |
| Mère Flaming Page                               | Bull Page                                       | Our Page                                        | Blue Larkspur                                   |
| Mère Flaming Page                               | Bull Page                                       | Our Page                                        | Occult                                          |
| Mère Flaming Page                               | Flaring Top                                     | Menow                                           | Pharamond                                       |
| Mère Flaming Page                               | Flaring Top                                     | Menow                                           | Alcibiades                                      |
| Mère Flaming Page                               | Flaring Top                                     | Flaming Top                                     | Omaha                                           |
| Mère Flaming Page                               | Flaring Top                                     | Flaming Top                                     | Firetop (famille 8-f)                           |